# Georgina Hagen
Georgina "Georgie" Kimberley Hagen, née le 21 juin 1991, est une actrice et chanteuse britannique, connue pour son rôle de Lauren Waters dans la série Britannia High en 2008. Elle a également un rôle dans The Story of Tracy Beaker comme Rebecca Chalmers en 2005.

## Biographie
Elle étudie à la Sylvia Young Theatre School à Londres.
Étant enfant, Hagen a joué dans un certain nombre de comédies musicales du, y compris Chitty Chitty Bang Bang au London Palladium. Elle a tourné entre 2004 et 2008 dans   Starlight Express - la 3e dimension, sur lequel son père a été directeur musical, aux côtés de Oliver Thornton et Tim Driesen. Hagen a joué le rôle de "Meat" dans la tournée 2009/2010 de la comédie musicale We Will Rock You, et a aussi joué le rôle principal de Pearl dans Starlight Express à Bochum, en Allemagne.
Georgina Hagen commence dans Britannia High comme Lauren Walters en 2008, aux côtés de Mitch Hewer, Sapphire Elia, Matthew James Thomas, Rana Roy, Marcquelle Ward, Sophie Powles et Adam Garcia.